# Тименка (Палехський район)
Тименка (рос. Тименка) — село в Палехському районі Івановської області Російської Федерації.
Населення становить 153 особи. Входить до складу муніципального утворення Раменське сільське поселення.

## Історія
Від 2005 року входить до складу муніципального утворення Раменське сільське поселення.

## Населення
| 1859 | 1905 | 2002 | 2010 |
| ---- | ---- | ---- | ---- |
| 126  | ↗129 | ↗205 | ↘153 |